# Jabal al Kubūs
Jabal al Kubūs är ett berg i Förenade Arabemiraten.   Det ligger i emiratet Fujairah, i den nordöstra delen av landet, 230 kilometer nordost om huvudstaden Abu Dhabi. Toppen på Jabal al Kubūs är 446 meter över havet, eller 305 meter över den omgivande terrängen. Bredden vid basen är 5,5 km.
Terrängen runt Jabal al Kubūs är platt åt nordost, men åt sydväst är den kuperad. Havet är nära Jabal al Kubūs åt nordost. Närmaste större samhälle är Dibba Al-Fujairah, 6,7 kilometer väster om Jabal al Kubūs.
Trakten runt Jabal al Kubūs består i huvudsak av gräsmarker.